# Sredzkistraße
De Sredzkistraße, vroeger Franseckystraße, is een straat in het Berlijnse stadsdeel Prenzlauer Berg, dicht bij de Kollwitzplatz. De straat is genoemd naar de verzetsstrijder Siegmund Sredzki (1892–1944).
De straat ligt in Kollwitzplatz en loopt evenwijdig aan de Danziger Straße, van de Prenzlauer Allee naar de Schönhauser Allee. Het vervolg van de straat na de Schönhauser Allee heet Oderberger Straße. Volgende straten kruisen de Sredzkistraße: Rykestraße,  Kollwitzstraße,  Husemannstraße, Hagenauer Straße en Knaackstraße. Samen met de Kollwitz- en Knaackstraße is de Sredzkistraße de belangrijkste straat van de buurt en zijn er talrijke herbergen en kroegen. Op het westelijk einde van de Sredzkistraße bevindt zich de vroegere  Schultheiss-brouwerij, die thans gebruikt wordt als cultureel centrum.
De straat kreeg in 1952 zijn huidige naam. De straat werd gepland en aangelegd als onderdeel van het Hobrechtplan uit 1862. Van 1875 tot de naamsverandering in 1952 droeg de straat de naam Franseckystraße, naar de gouverneur van de stad Berlijn Eduard Friedrich von Fransecky.